# Vanesa Gimbert
Vanesa Gimbert Acosta (Vergara, 19 de abril de 1980) es una exfutbolista española, que se desempeñaba como defensa y mediocentro.

## Biografía
De pequeña empezó a jugar a fútbol en la escuela. En su casa nadie jugaba al fútbol. Ella jugaba en el patio y por las calles de Vergara (Guipúzcoa), como lo hacían los niños de su edad. "Antes no era muy normal para una chica jugar al fútbol, pero mis padres siempre me han apoyado", asegura Vanessa.
Años más tarde su familia se fue a vivir a Córdoba, y allí no había equipo de chicas, así que tuvo que esperar hasta los 14 años para poder jugar en un equipo de chicas de un pueblo cerca de la ciudad. Destacó mucho en el Montilla FC y la llamaron para ir a la Selección Andaluza de fútbol, donde también se convirtió en imprescindible. A los 16 años ya fue con la selección española Absoluta de fútbol y debutó a los 17. No pasó desapercibida por el Levante de Descalzo, y Vanessa volvió a coger las maletas para ir a tierras valencianas.En el Levante coincidió también con Sara Monforte y pasó 4 años muy galardonados: 2 Superligas, 2 Supercopas de España (antes se jugaba este torneo entre el campeón y el subcampeón de la liga) y 3 copas de la Reina . Fue en la Champions donde jugó contra equipos de gran renombre como el Arsenal o el Frankfurt.
Tras la aventura valenciana volvió a Andalucía. Cerca de casa jugó 1 año en el Sporting de Huelva y luego 3 años en el Sevilla. Quedaron subcampeonas de la liga y después el gran proyecto se deshizo. Así fue cuando fue a parar al Rayo Vallecano. En el equipo de Vallecas estuvo durante 3 años y se convirtió en una auténtica pesadilla para los intereses del Espanyol. Ganó 2 ligas y 1 Copa de la Reina. Una jugadora tan bien posicionada en el campo, con una tranquilidad y serenidad absoluta y una salida de balón espléndida no podía faltar en el proyecto de Oscar Aja y Josep Ramió. Fichó por el Espanyol porque consideró que su etapa en el Rayo había quedado cerrada. "Cuando me llamó Josep Ramió no dudé en decir que sí", confesó Vanesa. En el club perico, consiguió una Copa, que le ganó en la prórroga al que sería su siguiente equipo, y en el que colgaría las botas.
El 24 de julio de 2013 firmó por el Athletic Club de Bilbao, equipo en el que jugó sus últimos años hasta su retiro en 2022.  “Eskerrik asko (muchas gracias, en euskera) por ser diferente, especial y único. Por permitirme conocerte, vivirte, sentirte y formar parte de tu historia. Ha sido un tremendo orgullo, un privilegio, representarte y defenderte como una leona”, ha expresado sobre el club rojiblanco. Allí, logró la última liga del conjunto bilbaíno, la de 2016. Como rojiblanca tiene el récord de 86 partidos consecutivos, disputando todos los minutos, y es la jugadora con más edad en estrenarse con la camiseta rojiblanca.
"Cuando era pequeña, y jugaba en la calle, en mi barrio con los chicos, nunca imaginé ser futbolista, porque entonces era impensable. Ahora, afortunadamente eso ha cambiado, y cualquier niña puede soñar con serlo, y además, tener referentes femeninos“, comentó el día de su retirada, el 18 de mayo de 2022, como la jugadora más veterana de la Primera División Femenina.

## Clubes
| Club            | País   | Año         |
| --------------- | ------ | ----------- |
| Levante UD      | España | 1999 - 2003 |
| CFF Estudiantes | España | 2003 - 2004 |
| Sevilla FC      | España | 2004 - 2007 |
| Rayo Vallecano  | España | 2007 - 2010 |
| RCD Espanyol    | España | 2010 - 2013 |
| Athletic Club   | España | 2013 - 2022 |

Los algarbes 1989 2000